# Atelomycterus baliensis
Atelomycterus baliensis  (лат.) — один из видов рода коралловых кошачьих акул (Atelomycterus), семейство кошачьих акул (Scyliorhinidae). Это небольшая акула, которая была недавно обнаружена у берегов острова Бали.

## Ареал
Это эндемичный вид, обитающий в очень ограниченном ареале, площадь которого, вероятно, не превышает 20 000 км² в бухте Джимбаран (остров Бали). Встречается на коралловых рифах, где прячется в расщелины и пещеры.

## Описание
Сравнительно короткое рыло (расстояние от кончика носа до рта), которое составляет 4—4,5 % от длины тела. Спинные плавники слегка изогнуты в виде серпа.

## Биология
Достигает длины 47,4 см. Рацион, вероятно, состоит в основном из беспозвоночных. Размножается, предположительно, откладывая яйца.

## Взаимодействие с человеком
Иногда попадает в качестве прилова в глубоководные сети. Мясо употребляют в пищу, но ценится оно низко.